# Núria López i Fàbrega
Núria López i Fàbrega   (Olot, 1995) és una cantant i actriu catalana, especialment coneguda pel seu pas pel concurs de TV3 Eufòria, del qual va sortir tercera finalista.

## Orígens
Resident a Santa Pau, on els seus pares regenten un restaurant, la cantant va estudiar la secundària a Olot. Després va estudiar Turisme a la Universitat de Girona, influenciada pel gremi familiar. En acabar el grau va decidir seguir la passió que sempre havia tingut i va ser admesa l'escola d'Aules, a Barcelona, on va conèixer Scorpio, que també va participar en el concurs Eufòria.

## Pas per Eufòria
El desembre de 2021 va participar en els càstings del nou programa musical de TV3, Eufòria i en va ser admesa. Després de tretze gales i dues nominacions, la garrotxina va ser escollida tercera finalista del programa. El seu pas pel programa va incloure cançons en català, italià, castellà i anglès, comprenent diferents gèneres musicals:
| Gala       | Data               | Cançó                                                  | Cantant original    | Llengua             |
| ---------- | ------------------ | ------------------------------------------------------ | ------------------- | ------------------- |
| Gala 1     | 18 de març de 2022 | Io Canto                                               | Laura Pausini       | Italià              |
| Gala 2     | 25 de març de 2022 | Ain't Your Mama                                        | Jennifer Lopez      | Anglès              |
| Gala 3     | 1 d'abril de 2022  | The climb                                              | Miley Cyrus         | Català (versionada) |
| Gala 4     | 8 d'abril de 2022  | El vol de l'home ocell                                 | Sangtraït           | Català              |
| Gala 5     | 22 d'abril de 2022 | So What                                                | Pink                | Anglès              |
| Gala 6     | 29 d'abril de 2022 | Què volen aquesta gent?                                | Maria del Mar Bonet | Català              |
| Gala 8     | 13 de maig de 2022 | My Head & My Heart                                     | Ava Max             | Anglès              |
| Gala 9     | 20 de maig de 2022 | Tu pots canviar-ho tot (Has de viure) (What a Feeling) | Flashdance          | Català (versionada) |
| Gala 10    | 27 de maig de 2022 | Suerte                                                 | Shakira             | Castellà            |
| Gala 11    | 3 de juny de 2022  | Only girl (in the world)                               | Rihanna             | Anglès              |
| Gala 12    | 10 de juny de 2022 | Titanium                                               | Sia i David Guetta  | Anglès              |
| Gala 12    | 10 de juny de 2022 | Sobreviviré                                            | Mónica Naranjo      | Castellà            |
| Gala final | 17 de juny de 2022 | Who You Are                                            | Jessie J            | Anglès              |
| Gala final | 17 de juny de 2022 | Història repetida                                      | Núria Feliu         | Català              |

Després del seu pas per Eufòria, va començar a treballar al musical El rey león a Madrid, on debuta com a cover de «Nala» entre altres personatges. A finals de novembre de 2022, va publicar el seu primer senzill «Al teu costat», i el maig de 2023 va estrenar «Girem-ho tot». El mateix mes va estrenar el disc 00:00.